# Cratiria paramoensis
Cratiria paramoensis är en lavart som beskrevs av Marbach 2000. Cratiria paramoensis ingår i släktet Cratiria och familjen Caliciaceae.   Inga underarter finns listade i Catalogue of Life.